# VT100
VT100は、ディジタル・イクイップメント・コーポレーション (DEC) が開発製造したビデオ表示端末である。
VT100はビデオ表示端末のデファクトスタンダードで、端末エミュレータはVT100の動作をエミュレートするものが多い。

## 詳細
VT52の後継として1978年8月に登場し、大量生産された。DECとして初めて市販マイクロプロセッサのIntel 8080を使用した端末である。オプションで外部プリンタの接続や、VRAM (AVO=Advanced Video Option) の追加装備が可能であった。
DECでは初めて点滅・ボールド表示・反転表示・アンダーライン表示といった「グラフィック効果」を導入し、表示は80桁と132桁が選択可能であった。132桁×24行表示は追加VRAMを要する。追加の文字セットを導入すると、画面上でフォームの描写も可能である。
端末の設定は全てVT100上で対話的に可能で、設定データは端末内の不揮発性メモリに記憶された。
シリアルラインでホストシステムに接続し、ANSI標準のASCII文字コードと制御シーケンスで通信する。
VT100ファミリーの制御シーケンスは、ECMA-48標準とISO/IEC 6429とANSI X3.64に準拠し、ANSIエスケープコードとも呼ばれる。VT100はX3.64ベースの最初の端末ではなく、Heath社が ANSI X3.64 の提案段階の規格のサブセットを実装したマイクロプロセッサベースのビデオ表示端末を出している。

### 後継シリーズ

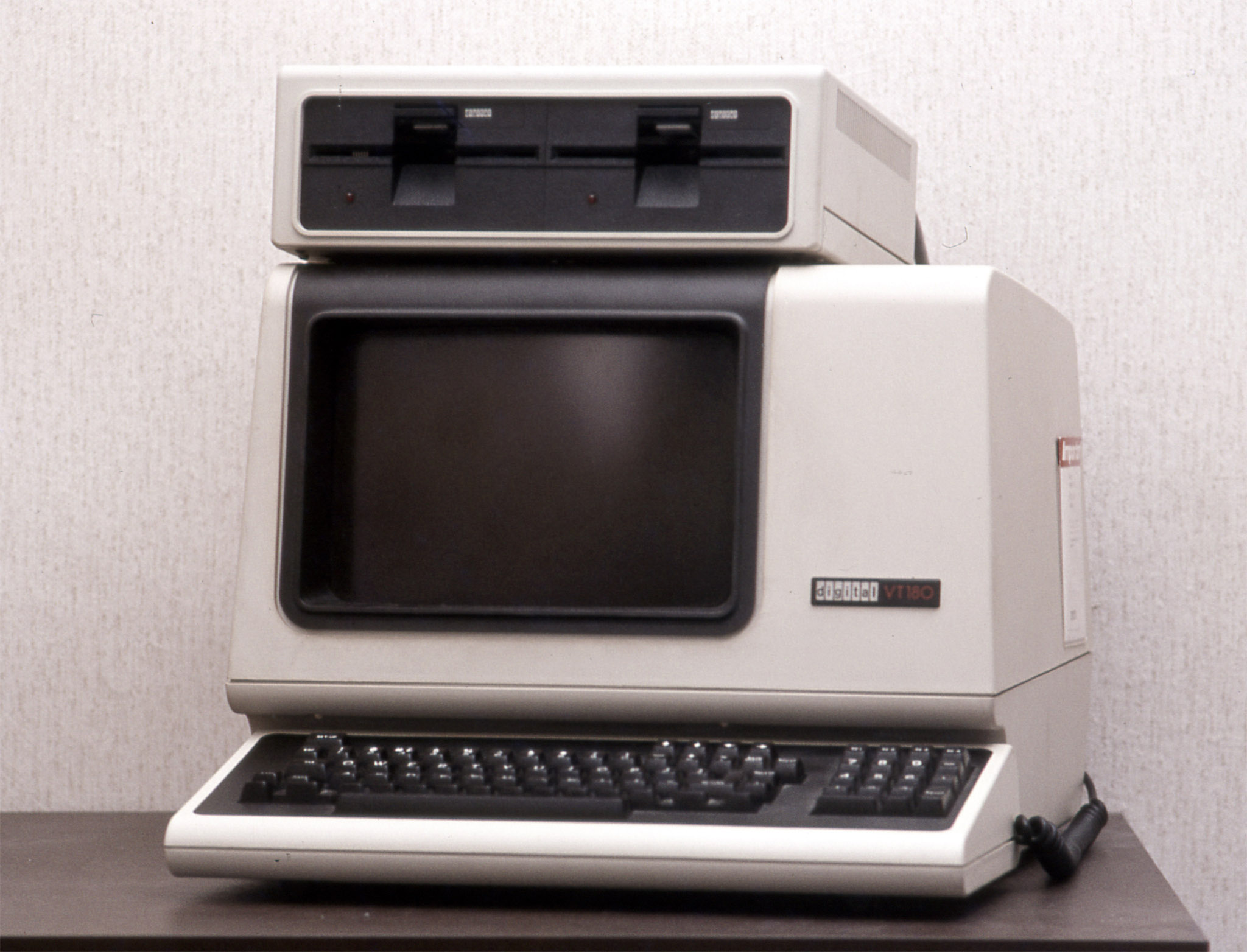
VT180

- VT101, VT102 - コスト削減版で拡張性がない。VT102には最初からAVOとプリンタオプションを組み込み済み。
- VT103 - LSI-11プロセッサを組み込んだ端末
- VT105 - VT55の後継となる簡単なグラフィック表示機能をVT100に加えた端末
- VT110 - VT100に端末マルチプレクサを加えた端末
- VT125 - テキスト表示とは別に ReGIS(Remote Graphic Instruction Set)によるグラフィック表示が可能な端末。
- VT180 - Z80を使用し、CP/Mの動作するコンピュータとしても使用可能な端末。
- VT278 - PDP-8プロセッサを組み込み、ワードプロセッサソフトが動作する端末。

1983年、VT100はVT220のホワイト、グリーン、アンバーの蛍光体ブラウン管タイプなどより強力なVT200シリーズ端末に置換された。
1995年8月にDECの端末事業はBoundless Technologies社へ売却された。